# Magnus Troest
Magnus Troest (Copenhague, Dinamarca, 5 de junio de 1987) es un futbolista danés, que juega en la posición de defensa en la SS Juve Stabia, de la Serie B de Italia.

## Trayectoria
Magnus Troest, nacido en Copenhague el 5 de junio de 1987, mide 1,87 metros de estatura, pesa 84 kilos y a lo largo de su carrera ha militado en el Copenhague, Aston Vila, Midtylland, Parma y Genoa.
En el conjunto genovés en 2008 disputó 29 encuentros, de los que en 24 lo hizo como titular. El jugador llega cedido en 2009 al Recreativo que tiene una opción de compra al final de la campaña.

## Clubes
| Club                 | País       | Año         |
| -------------------- | ---------- | ----------- |
| FC Copenhague        | Dinamarca  | 2003 - 2004 |
| Aston Villa          | Inglaterra | 2004 - 2005 |
| FC Midtjylland       | Dinamarca  | 2005 - 2006 |
| Parma FC             | Italia     | 2006 - 2007 |
| Genoa CFC            | Italia     | 2007 - 2009 |
| Recreativo de Huelva | España     | 2009 - 2010 |
| Atalanta BC          | Italia     | 2010 - 2011 |
| A.S. Varese 1910     | Italia     | 2011 - 2013 |
| Virtus Lanciano      | Italia     | 2013 - 2015 |
| Novara Calcio        | Italia     | 2015 - 2018 |
| SS Juve Stabia       | Italia     | 2018 - Act. |